# 托灵顿广场

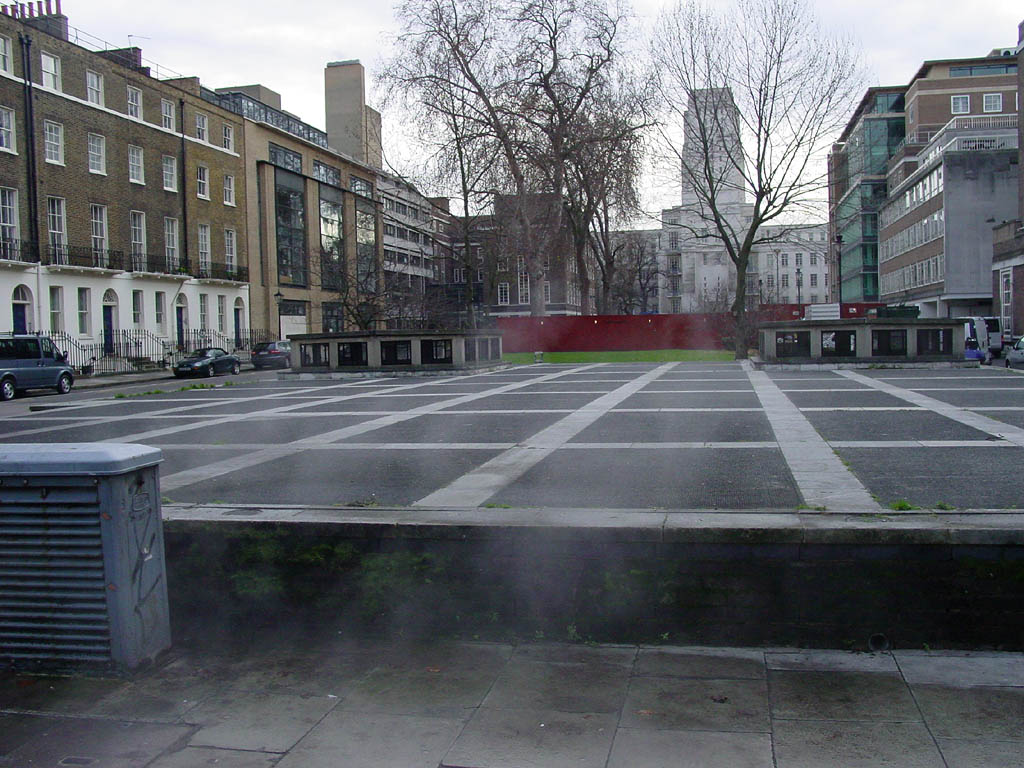
托灵顿广场

托灵顿广场（Torrington Square）是伦敦卡姆登区布卢姆茨伯里的一个花园广场，伦敦大学所拥有。 今天它只是在名义上是一个广场,大多数房屋被大学拆除。广场的南端是伦敦大学的议事会。伯克贝克学院和亚非学院都坐落于此。西南方为Malet街，东南方为罗素广场。每周四开设农贸市场。